# 체크 상자

단순한 체크 상자의 본보기.

체크 상자 또는 체크 박스(check box)는 컴퓨팅에서 그래픽 사용자 인터페이스 요소 (위젯)의 하나이다. 사용자가 수많은 선택 사항에서 여러 개를 선택할 수 있게 한다. 일반적으로 체크 상자는 그림과 같이 화면 위에 사각형 모양의 상자로 보이며 체크를 하지 않은 흰 상자를 포함하거나 체크를 하였다는 체크 표시로 된 상자를 보여 줄 수 있다. 마우스로 상자나 제목을 클릭하거나 스페이스 바와 같은 단축키를 이용하여 체크 상자의 상태를 바꿀 수 있다.

## XHTML
웹 폼에서 XHTML 요소 <input type="checkbox"/>를 넣으면 체크 상자를 보여준다.

## 유니코드
유니코드에서는 다음과 같은 체크 상자를 사용할 수 있다.
- U+2610 (☐, 'BALLOT BOX')
- U+2611 (☑, 'BALLOT BOX WITH CHECK')
- U+2612 (☒, 'BALLOT BOX WITH X')

## 같이 보기
- 체크 표시
- 라디오 단추